# Numero piramidale pentagonale
Un numero piramidale pentagonale è un numero figurato che rappresenta il numero di elementi in una piramide a base pentagonale. L'n-esimo numero piramidale pentagonale è dato dalla somma dei primi n numeri pentagonali, che può essere espressa dalla formula
{\displaystyle {\frac {n^{2}(n+1)}{2}}}
I primi numeri piramidali pentagonali sono:
1, 6, 18, 40, 75, 126, 196, 288, 405, 550, 726, 936, 1183, 1470, 1800, 2176, 2601, 3078, 3610, 4200, 4851, 5566, 6348, 7200, 8125, 9126 (sequenza A002411 dell'OEIS).
L'n-esimo numero piramidale pentagonale è la media tra n3 e n2. L'n-esimo numero piramidale pentagonale è anche pari a n volte l'n-esimo numero triangolare.
La funzione generatrice per i numeri piramidali pentagonali è
{\displaystyle {\frac {x(2x+1)}{(x-1)^{4}}}.}